# Greng
Greng ist eine politische Gemeinde im Seebezirk (französisch: District du Lac) des Kantons Freiburg in der Schweiz.

## Geographie
Greng liegt auf 439 m ü. M., 2,5 km südwestlich des Bezirkshauptortes Murten (Luftlinie). Das Dorf erstreckt sich am Südufer des Murtensees nahe der Mündung des Dorfbaches, am Rand der angrenzenden Höhen, im nördlichen Freiburger Mittelland.
Die Fläche des nur gerade 1,0 km² grossen Gemeindegebiets umfasst einen Abschnitt am Südufer des Murtensees (rund 1,5 km Seeuferlänge). Das Seeufer ist besonders im Bereich der Halbinsel bei Fin de Dy mit einem Schilfgürtel bestanden. Von den flachen Uferpartien erstreckt sich der Gemeindeboden landeinwärts beidseits des von Courgevaux herkommenden Dorfbachs bis an den Wald La Bourille (452 m ü. M.). Mit 464 m ü. M. wird auf einem Wiesenhügel westlich von Greng-Dessus die höchste Erhebung der Gemeinde erreicht. Von der Gemeindefläche entfielen 1997 15 % auf Siedlungen, 13 % auf Wald und Gehölze, 70 % auf Landwirtschaft, und etwas mehr als 2 % waren unproduktives Land.
Greng besteht aus den Ortsteilen Greng-Dessous, 439 m ü. M. an der Hauptstrasse von Murten nach Avenches, Greng-Dessus, 449 m ü. M. am Dorfbach etwas landeinwärts gelegen, und dem westlichen Teil des Weilers Blessoney (440 m ü. M.). Nachbargemeinden von Greng sind Murten und Courgevaux im Kanton Freiburg sowie Faoug im Kanton Waadt.

## Bevölkerung
Mit 167 Einwohnern (Stand 31. Dezember 2023) gehört Greng zu den kleinen Gemeinden des Kantons Freiburg. Im Jahr 1428 waren in Greng fünf Steuerpflichtige vermerkt, was einer Einwohnerzahl von rund 20 Personen entspricht. Die Bevölkerungszahl von Greng belief sich 1850 auf 81 Einwohner, 1900 auf 70 Einwohner. Im Verlauf des 20. Jahrhunderts nahm die Bevölkerungszahl bis 1980 kontinuierlich weiter auf 55 Personen ab. Seither wurde wieder ein markantes Bevölkerungswachstum verbunden mit einer Verdreifachung der Einwohnerzahl innerhalb von 20 Jahren verzeichnet.

### Sprachen
Von den Bewohnern sind 92,0 % deutschsprachig, 5,3 % französischsprachig, und 0,7 % sprechen Italienisch (Stand 2000). Damit ist Greng heute überwiegend deutschsprachig. Der Ortsname, abgeleitet von grange (Scheune), und die noch heute gültigen Bezeichnungen Greng-Dessous und Greng-Dessus weisen aber auf ein ursprünglich französischsprachiges Dorf hin. Wahrscheinlich hat sich das Mehrheitsverhältnis zwischen Französisch und Deutsch im Lauf des 17. oder 18. Jahrhunderts gekehrt.

## Wirtschaft
Greng war bis in die zweite Hälfte des 20. Jahrhunderts ein vorwiegend durch die Landwirtschaft geprägtes Dorf. Noch heute haben der Ackerbau, der Obstbau sowie die Milchwirtschaft und die Viehzucht einen wichtigen Stellenwert in der Erwerbsstruktur der Bevölkerung. Weitere Arbeitsplätze sind im lokalen Kleingewerbe und im Dienstleistungssektor vorhanden. In den letzten Jahrzehnten hat sich das Dorf auch zu einer Wohngemeinde entwickelt. Viele Erwerbstätige sind deshalb Wegpendler, die hauptsächlich in den Regionen Murten, Freiburg und Bern arbeiten.

## Verkehr
Die Gemeinde ist verkehrsmässig gut erschlossen. Sie liegt an der Hauptstrasse 1 von Bern via Payerne nach Lausanne. Der nächste Anschluss an die 1997 eröffnete Autobahn A1 (Bern-Lausanne) befindet sich rund 6 km vom Ortskern entfernt. Seit dem 25. August 1876 wird das Gemeindegebiet von der Eisenbahnlinie von Murten nach Payerne durchquert, es gibt aber keine Haltestelle in Greng, somit besteht keine Anbindung an das Netz des öffentlichen Verkehrs.

## Geschichte
An den Ufern des Murtensees wurden Spuren von Pfahlbauten aus dem Neolithikum gefunden. Die erste urkundliche Erwähnung des Ortes erfolgte 1314 unter dem Namen Gruein; 1349 erschienen die Bezeichnungen Gruent und Grangiis (von lat. grangia (Scheune) abgeleitet).
Der Bischof von Lausanne hat in Greng im 12. und 13. Jahrhundert mehrere Mühlen verpachtet. Später entstanden daraus verschiedene Gewerbe für die Tuchverarbeitung, darunter eine von 1775 bis 1784 betriebene Indienne-Manufaktur. Im 19. Jahrhundert wurde die Tuchindustrie aufgegeben.
Seit dem Mittelalter unterstand Greng der Herrschaft Murten. 1475 gelangte das Dorf als Teil der Landvogtei Murten unter die gemeinsame Verwaltung der Stände Bern und Freiburg. Nach dem Zusammenbruch des Ancien Régime (1798) kam Greng an den Kanton Freiburg. Während der Helvetik und der darauf folgenden Zeit gehörte es zum Distrikt Murten, bevor es 1848 mit der neuen Kantonsverfassung in den Seebezirk eingegliedert wurde. Von 1848 bis 1982 besass Greng eine gemeinsame Gemeindeverwaltung mit dem benachbarten Meyriez, die Kassen wurden jedoch getrennt geführt.

## Sehenswürdigkeiten
Markant ist das in Untergreng stehende Schloss Greng (früher auch Grein genannt), das 1785–87 als Besitzerresidenz gebaut wurde. Es diente bis 1803 verschiedentlich als Treffpunkt bekannter Persönlichkeiten, darunter Madame de Staël und Benjamin Constant. Das Schloss wurde ab 1987 restauriert und der Schlosspark mit zusammengebauten Villen überbaut. Greng besitzt keine eigene Kirche, es gehörte stets zur Pfarrei Meyriez.